# I Thank You
| Recensione | Giudizio |
| ---------- | -------- |
| AllMusic   | [ 2 ]    |

I Thank You è un album discografico di Sam & Dave, pubblicato dalla casa discografica Atlantic Records nell'ottobre del 1968.

## Tracce

### LP
Lato A
1. I Thank You – 2:53 (Isaac Hayes, David Porter) – Registrato (data non certa) 5 gennaio 1968
2. Everybody Got to Believe in Somebody – 3:12 (Isaac Hayes, David Porter) – Registrato (data non certa) il 30 settembre 1968
3. These Arms of Mine – 3:08 (Otis Redding) – Registrato (data non certa) il 7 ottobre 1968
4. Wrap It Up – 2:30 (Isaac Hayes, David Porter) – Registrato (data non certa) 5 gennaio 1968
5. If I Didn't Have a Girl Like You – 4:23 (Isaac Hayes, David Porter) – Registrato (data non certa) il 30 settembre 1968
6. You Don't Know What You Mean to Me – 2:41 (Eddie Floyd, Steve Carpenter) – Registrato il 25 aprile 1968

Lato B
1. Don't Turn Your Heater On – 2:17 (Steve Cropper, Albertis Isbell) – Registrato (data non certa) il 7 ottobre 1968
2. Talk to the Man – 3:02 (Isaac Hayes, David Porter) – Registrato (data non certa) il 30 settembre 1968
3. Love Is After Me – 2:20 (David Porter, Isaac Hayes, Steve Cropper) – Registrato (data non certa) il 7 ottobre 1968
4. Ain't That a Lot of Love – 2:41 (Homer Banks, Deanie Parker) – Registrato (data non certa) il 30 settembre 1968
5. Don't Waste That Love – 2:45 (David Porter, Isaac Hayes) – Registrato (data non certa) il 7 ottobre 1968
6. That Lucky Old Sun – 3:10 (Haven Gillespie, Beasley Smith) – Registrato l'11 aprile 1968

## Musicisti
- Sam Moore – voce
- Dave Prater – voce
- Altri musicisti non accreditati

Note aggiuntive
- Isaac Hayes e David Porter – produttori
- Isaac Hayes e Del Warren – arrangiamenti (brani: Everybody Got to Believe in Somebody, If I Didn't Have a Girl Like You e Talk to the Man)
- Isaac Hayes – arrangiamenti (tutti gli altri brani)
- Registrazioni effettuate al Stax Recording Studio di Memphis, Tennessee (Stati Uniti)
- Ronnie Capone – ingegnere delle registrazioni
- Jim Cummins – foto copertina album originale
- Haig Adishian – design copertina album originale
- Jerry Boulding – note retrocopertina album originale [3]

## Classifica
Album
| Anno | Classifica             | Posizione raggiunta |
| ---- | ---------------------- | ------------------- |
| 1968 | Top R&B/Hip-Hop Albums | 38                  |

Singoli
| Anno | Titolo del brano                     | Classifica             | Posizione raggiunta |
| ---- | ------------------------------------ | ---------------------- | ------------------- |
| 1968 | I Thank You                          | Billboard Hot 100      | 9                   |
| 1968 | You Don't Know What You Mean to Me   | Billboard Hot 100      | 48                  |
| 1968 | Everybody Got to Believe in Somebody | Billboard Hot 100      | 73                  |
| 1968 | I Thank You                          | Hot R&B/Hip-Hop Songs  | 4                   |
| 1968 | You Don't Know What You Mean to Me   | Hot R&B/Hip-Hop Songs  | 20                  |
| 1968 | I Thank You                          | Official Singles Chart | 34                  |